# Джейсон Денаєр
Джейсон Денаєр (фр. Jason Denayer, нар. 28 червня 1995, Жет) — бельгійський футболіст, захисник клубу «Ліон».
Виступав, зокрема, за клуби «Селтік» та «Галатасарай», а також національну збірну Бельгії.
Чемпіон Шотландії. Володар Кубка шотландської ліги. Володар Кубка Туреччини. Чемпіон Туреччини.

## Клубна кар'єра
Народився 28 червня 1995 року в місті Жет. Вихованець юнацької команди «Андерлехта» і «Академії JMG». 2013 року пройшов оглядини в англійському «Манчестер Сіті» і уклав свій перший професійний контракт саме з манчестерським клубом. Почав грати за команду дублерів. 
12 серпня 2014 року погодився перейти на умовах оренди до шотландського «Селтіка», в якому провів сезон, ставши основним гравцем центру захисту «кельтів».
Влітку 2015 року прийняв пропозицію наступний сезон провісти у Туреччині, де також на умовах оренди грав за «Галатасарай».
Протягом 2016—2017 років захищав кольори команди клубу «Сандерленд».
2017 року повернувся до клубу «Галатасарай». Цього разу провів у складі його команди один сезон.  Граючи у складі «Галатасарая» також здебільшого виходив на поле в основному складі команди.
До складу клубу «Ліон» приєднався 2018 року. Станом на 16 листопада 2018 року відіграв за команду з Ліона 31 матч в національному чемпіонаті.

## Виступи за збірні
2013 року дебютував у складі юнацької збірної Бельгії, взяв участь у 9 іграх на юнацькому рівні.
З 2014 року залучається до складу молодіжної збірної Бельгії.
31 березня 2015 року дебютував в офіційних матчах у складі національної збірної Бельгії, вийшовши на заміну наприкінці гри відбору до Євро-2016 проти збірної Ізраїлю. У травні 2016 року був включений до розширеної заявки бельгійської збірної для участі у фінальній частині чемпіонату Європи 2016.
| Дата       | Місто      | Господарі  | Результат | Гості      | Турнір                               | Голи | Примітки |
| ---------- | ---------- | ---------- | --------- | ---------- | ------------------------------------ | ---- | -------- |
| 31-3-2015  | Єрусалим   | Ізраїль    | 0 – 1     | Бельгія    | Відбір до ЧЄ 2016                    | -    | 67'      |
| 7-6-2015   | Сен-Дені   | Франція    | 3 – 4     | Бельгія    | товариський матч                     | -    | 85'      |
| 12-6-2015  | Кардіфф    | Уельс      | 1 – 0     | Бельгія    | Відбір до ЧЄ 2016                    | -    |          |
| 13-11-2015 | Брюссель   | Бельгія    | 3 – 1     | Італія     | товариський матч                     | -    | 63'      |
| 29-3-2016  | Лейрія     | Португалія | 2 – 1     | Бельгія    | товариський матч                     | -    | 86'      |
| 1-6-2016   | Брюссель   | Бельгія    | 1 – 1     | Фінляндія  | товариський матч                     | -    |          |
| 5-6-2016   | Брюссель   | Бельгія    | 3 – 2     | Норвегія   | товариський матч                     | -    | 66'      |
| 1-7-2016   | Лілль      | Уельс      | 3 – 1     | Бельгія    | ЧЄ 2016 - чвертьфінал                | -    |          |
| 16-10-2018 | Брюссель   | Бельгія    | 1 – 1     | Нідерланди | товариський матч                     | -    |          |
| 15-11-2018 | Брюссель   | Бельгія    | 2 – 0     | Ісландія   | Ліга націй УЄФА 2018-2019 - 1-й етап | -    | 84'      |
| 6-9-2019   | Серравалле | Сан-Марино | 0 – 4     | Бельгія    | Відбір до ЧЄ 2020                    | -    |          |
| Усього     |            | Матчів     | 11        |            | Голів                                | 0    |          |

## Досягнення
- Чемпіон Шотландії:

«Селтік»:  2014–15
- Володар Кубка шотландської ліги:

«Селтік»:  2014–15
- Володар Кубка Туреччини:

«Галатасарай»: 2015–16
- Чемпіон Туреччини:

«Галатасарай»: 2017–18